# 山町筋
座標: 北緯36度44分51.2秒 東経137度0分43.4秒 / 北緯36.747556度 東経137.012056度

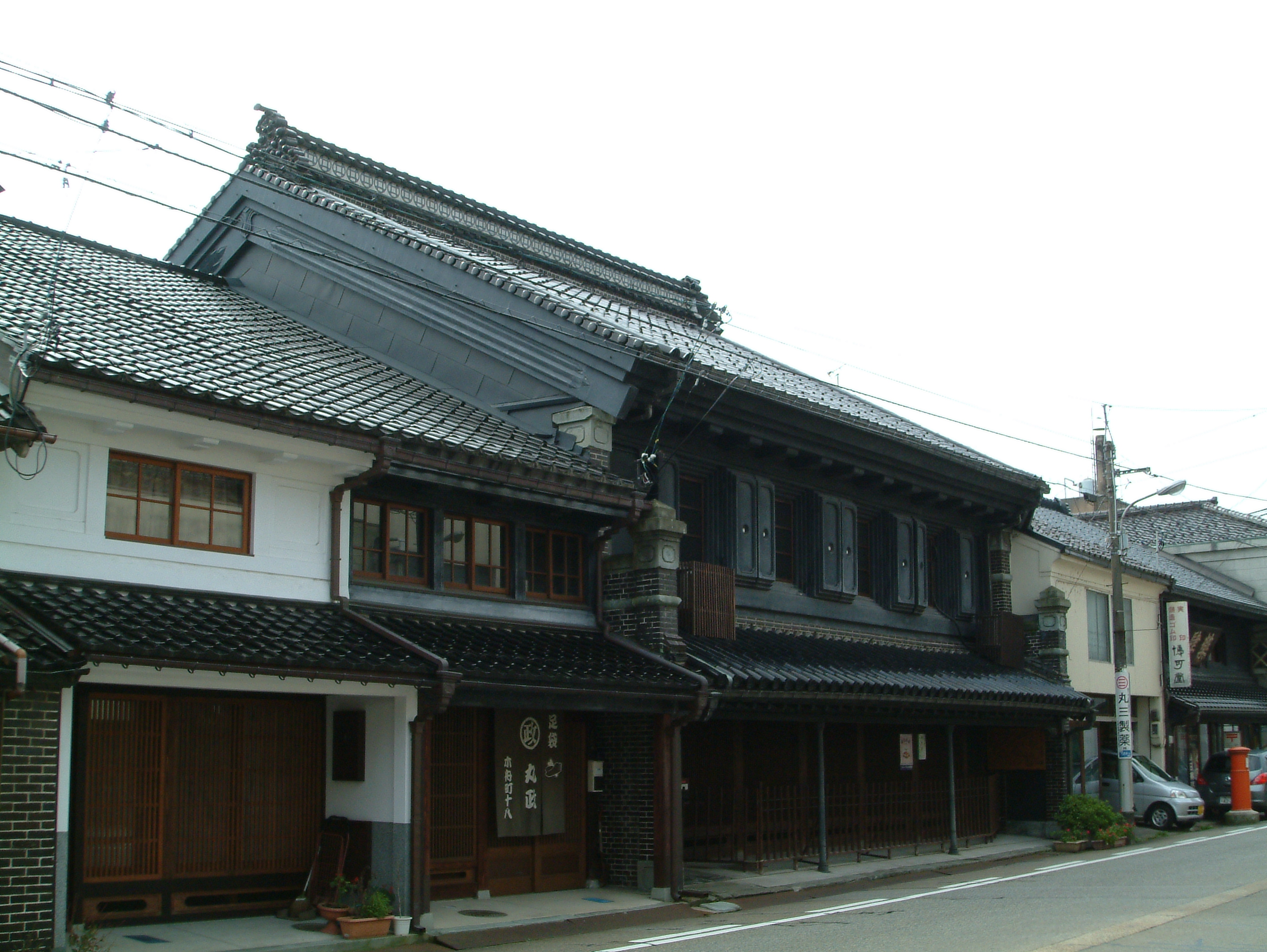
山町筋

山町筋（やまちょうすじ）は、富山県高岡市中心部にある、伝統的建造物が数多く残る町並みの名称。「山町」とは、高岡城下の旧北陸道沿いに発展した商人町で、高岡御車山祭の「御車山」を保有する10か町を指す。御車山とは、豊臣秀吉の使用した御所車が前田利長より町民に与えられ、各町が手を加えたものである。明治に入り大火で町の大部分が被災した後、富山県の法令に基づき、土蔵造りの防火建築が建てられ、現在も数多く残る町である。2000年（平成12年）12月には、国の重要伝統的建造物群保存地区として選定されている。また、2015年（平成27年）4月24日、「加賀前田家ゆかりの町民文化が花咲くまち高岡－人、技、心－」の構成文化財として日本遺産にも認定される。

## 歴史

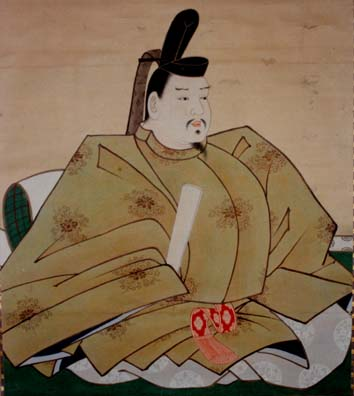
前田利長肖像画

1609年（慶長14年）、加賀前田家2代・前田利長が高岡城を築き入城、高岡の町を開いた。町へは町人も移住してきたが、町の繁栄を図るため北陸道の道筋を城下内に通るように変更し、そこに碁盤の目状に京間で40間（約75m）四方の町を35町割り振った。これらは「本町」と呼ばれ、その中で利長より御所車（御車山）を与えられた町を山町といい、山町10か町はその中心部に位置している。
1614年（慶長19年）に利長が亡くなった後、江戸幕府による1615年（慶長20年）の一国一城令により高岡城が廃城となり、家臣達も金沢へ引き上げたことにより城下町として栄えた高岡の町は荒廃が進んだ。そこで高岡町民に3代・前田利常が、1620年（元和6年）に町外転出禁止を命じ、廃城になった高岡城に藩の米、専売品である塩の蔵を建て、中心的地集積地とし流通拠点に、魚介鳥類を河原町の問屋に集め、藩内の流通拠点に、砺波地方特産の布製品の検印をすべて高岡で受けるようにするなどした。
また利長が町発展のため、1611年（慶長16年）金屋町を鋳物（銅器）生産の町として開いたが、利常はこちらの生産・流通にも力をいれるなど、商工業の振興に力を入れ城下町から商工業都市として発展し、加賀藩の中で金沢に次いで栄えた。
明治時代に入り、1883年（明治16年）高岡は富山県となり、1889年（明治22年）4月1日の市制施行では全国31都市のひとつとして高岡市が誕生した。この時代には米やニシン肥料の取引所開設による流通拠点として、また高岡銅器も隆盛を迎えた。1887年（明治20年）以降は、新たに紡績業や電灯会社が設立されたり、高岡に鉄道の開通など、日本海側有数の商工業都市となった。

## 山町10ヶ町
- 通町（とおりまち）
- 御馬出町（おんまだしまち）
- 守山町（もりやままち）
- 木舟町（きふねまち）
- 小馬出町（こんまだしまち）
- 源平町（げんぺいちょう）
- 三番町（さんばんまち）
- 一番町（いちばんまち）
- 二番町（にばんまち）
- 坂下町（さかしたまち）

## 土蔵造りの町並みと土蔵造り家屋

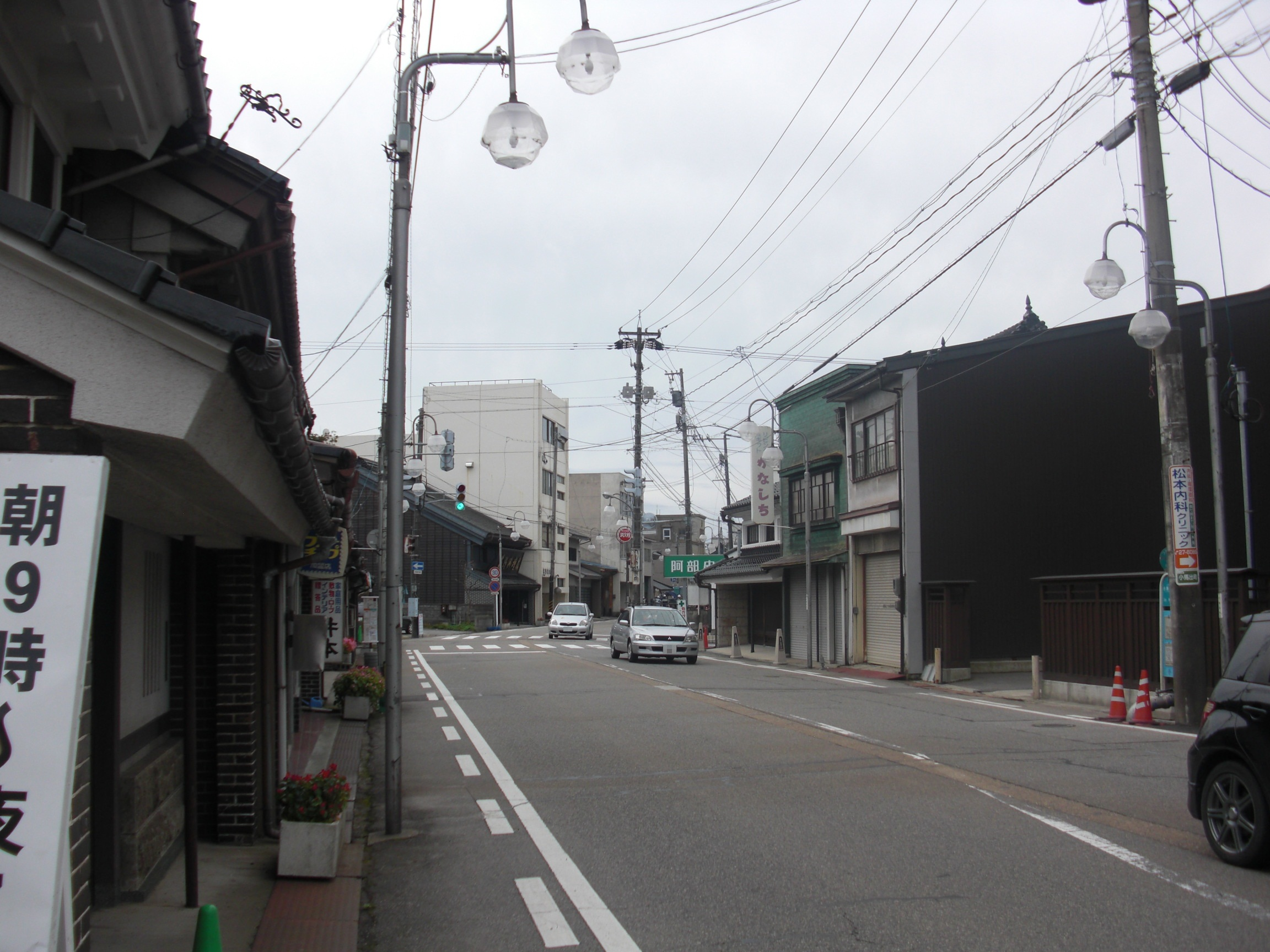
山町筋

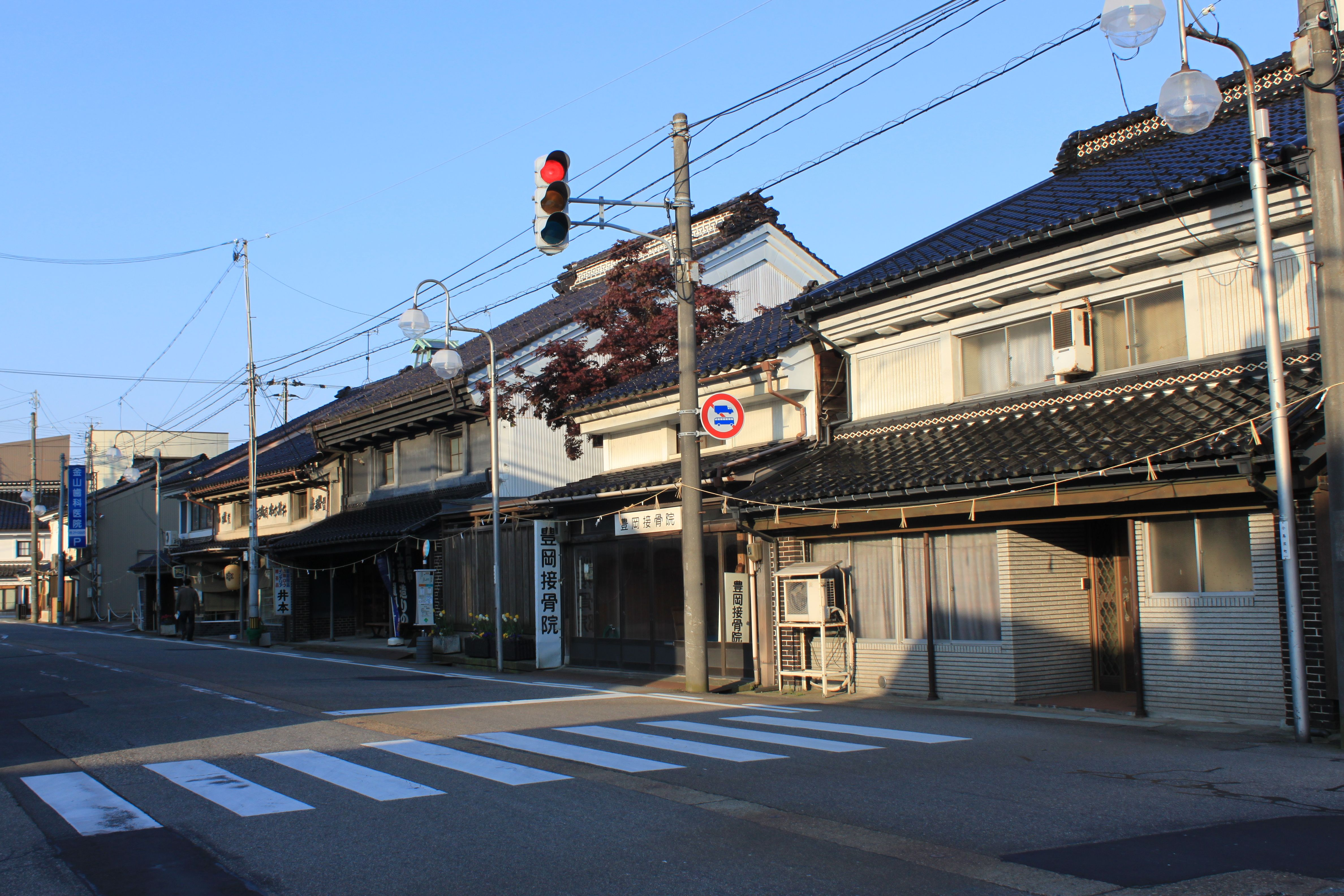
山町筋

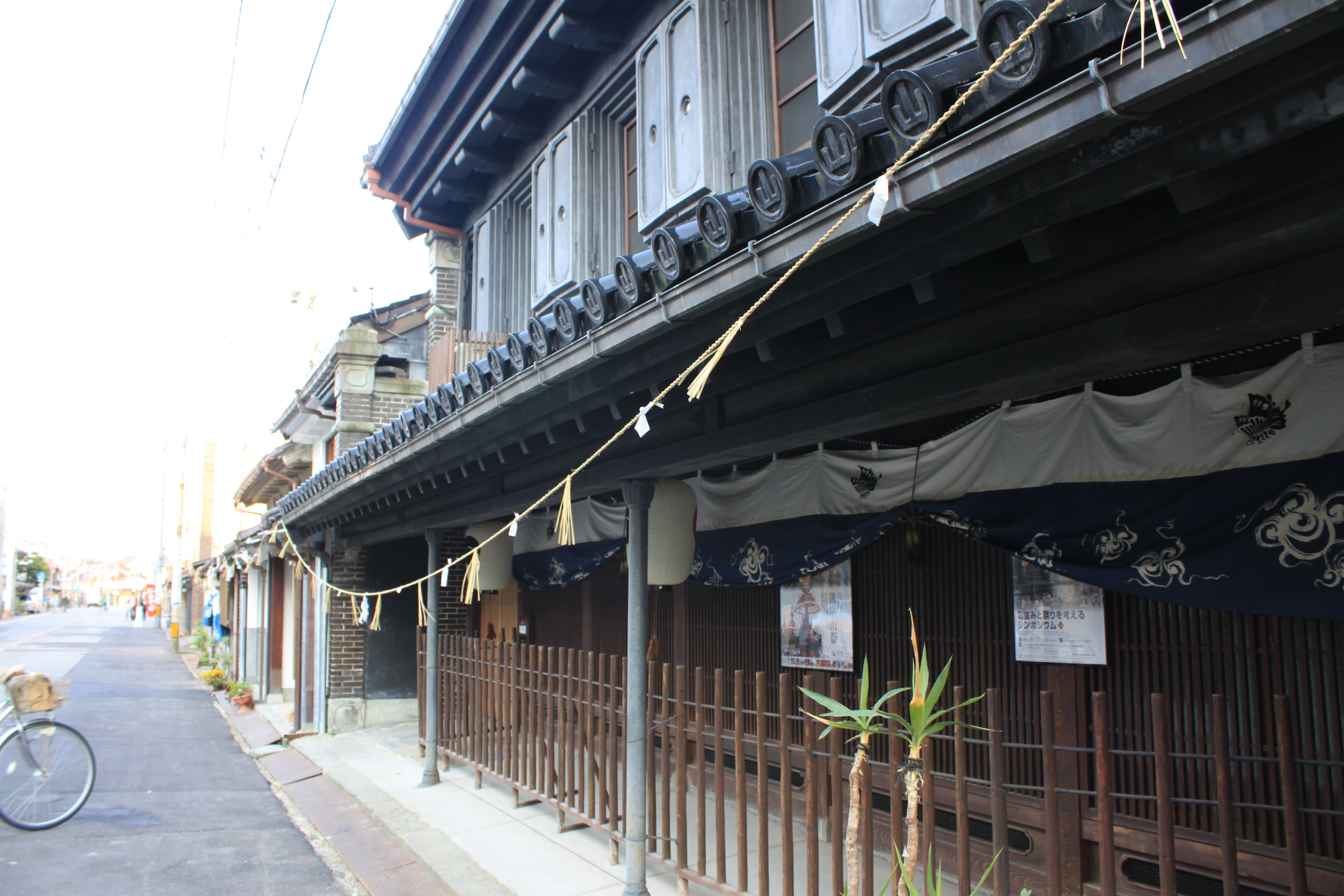
山町筋

山町筋（山町）は土蔵造りの建造物が多く残る町である。高岡の町では1900年（明治33年）に大火災が起こり、高岡の町の約6割、山町筋（山町）の家屋ほとんどが被災した。その中でも元々土蔵造りであった2軒の家屋が焼け残ったため、その後旧北陸街道沿いとその周辺の建物は土蔵造りで再建された。これは火災の前年の1899年（明治29年）に発布された「建築制限規則」（富山県令）に基づくもので、旧北陸道沿いの裕福な大店が多かった山町筋に防火性の高い土蔵造りの家屋が多く建てられた。明治の大火から再興した町には、明治中期から昭和初期までに建てられた土蔵造りや真壁造りの家屋のほか、家屋前面を西洋風にした家屋、赤レンガ造りの銀行などが今も残されている。
木舟町の重要文化財「菅野家住宅」や、小馬出町の高岡市指定文化財「高岡市土蔵造りのまち資料館（旧 室崎家住宅）」では、土蔵造りの商家を一般公開（共に有料）している。
なお山町10か町の内、小馬出町、守山町の全域、木舟町ほぼ全域、御馬出町、一番町、三番町、源平町の各一部、約5.5ヘクタールが、2000年（平成12年）12月4日、「伝統的建造物が全体として意匠的に優秀なもの」として、国の重要伝統的建造物群保存地区として選定された。なお地区内の建築物96棟、防火壁等の工作物12箇所が伝統的建造物として特定されている。（建築物は、2013年（平成25年）7月10日に1棟追加され96棟となった。）

### 土蔵造り家屋
山町筋の土蔵造り家屋は、伝統的日本家屋に西洋建築を取り込んだ2階建ての切妻造りで、壁に黒漆喰を用いる家屋が多く屋根は黒瓦葺で、重厚なおもむきの外観になっている。入り口は平屋入りで、隣家との間には防火壁が備わっており、道路に面した1階窓には格子がはめ込まれた千本格子の家屋も多くある。2階の窓は観音開きの土扉で、土扉を全開すると隣の窓の土扉と綺麗に重なり合い一体になるようになっている家屋もある。屋内は数寄屋風の造りになっている。
そして西洋建築を取り込んだ特徴として、おもに道路面側に西洋建築の意匠がなされていることである。家屋前面に張り出した庇（軒）を支える柱は木柱ではなく、アカンサスの葉の模様などが施された鋳物鉄柱を用い、庇の天井からランプを吊るす棒が提げられているが、そこには日本の伝統的な鏝絵の天井飾りがほどこされた家屋もあるなど、細部にわたり華やかな装飾が施されている。また防火壁には赤レンガを使用、洋風の小屋組みを用いるなどの特徴をもつ。

### 町並みの整備
昭和40年ごろになると、年月を経た土蔵造り家屋が取り壊されるようになった。しかし昭和60年代に入り山町筋の町並みを保存しようと住民達の気運が盛り上がり、「土蔵造りのある山町筋まちづくり協議会」を1992年（平成4年）に発足、2000年（平成12年）12月には、国の重要伝統的建造物群保存地区として選定されたことにより高岡市や県、まちづくり協議会は、土蔵造り住宅などの補修や改修などの景観保存整備、また観光客を呼び込むための観光事業整備を行なっている。
- 2003年（平成15年）4月に、木舟町の北國銀行旧高岡支店跡地に、大型観光バスや乗用車用の観光駐車場と、景観に配慮し土蔵造りのトイレ付無料休憩所と防災施設を整備した。
- 2007年（平成19年）より行われていた山町筋の無電柱化が、2012年（平成24年）3月に完了。山町4町にまたがる580mの区間の電線を地中に埋め景観がすっきりとした。また「土蔵造りのある山町筋まちづくり協議会」が高岡市と県の補助を受け、大正から昭和初期まで御車山祭時に各家庭の前に提灯を吊るしていた高さ約3.6mの提灯台を復元し、無電柱化に合せ提灯台の棒を差し込む穴を各家庭前の路上に設け、御車山祭や高岡山町筋土蔵造りフェスタなどで活用している[3][4][5]。
- 2015年（平成27年）4月25日に、守山町に高岡御車山祭に曳き出される山車の展示及び、祭礼の由緒と歴史を辿る施設、高岡御車山会館が開館した[6][7][8][9]。

### 主な伝統的建造物と施設
- 重要文化財 菅野家住宅（一般公開）
- 国の登録有形文化財 井波屋仏壇店

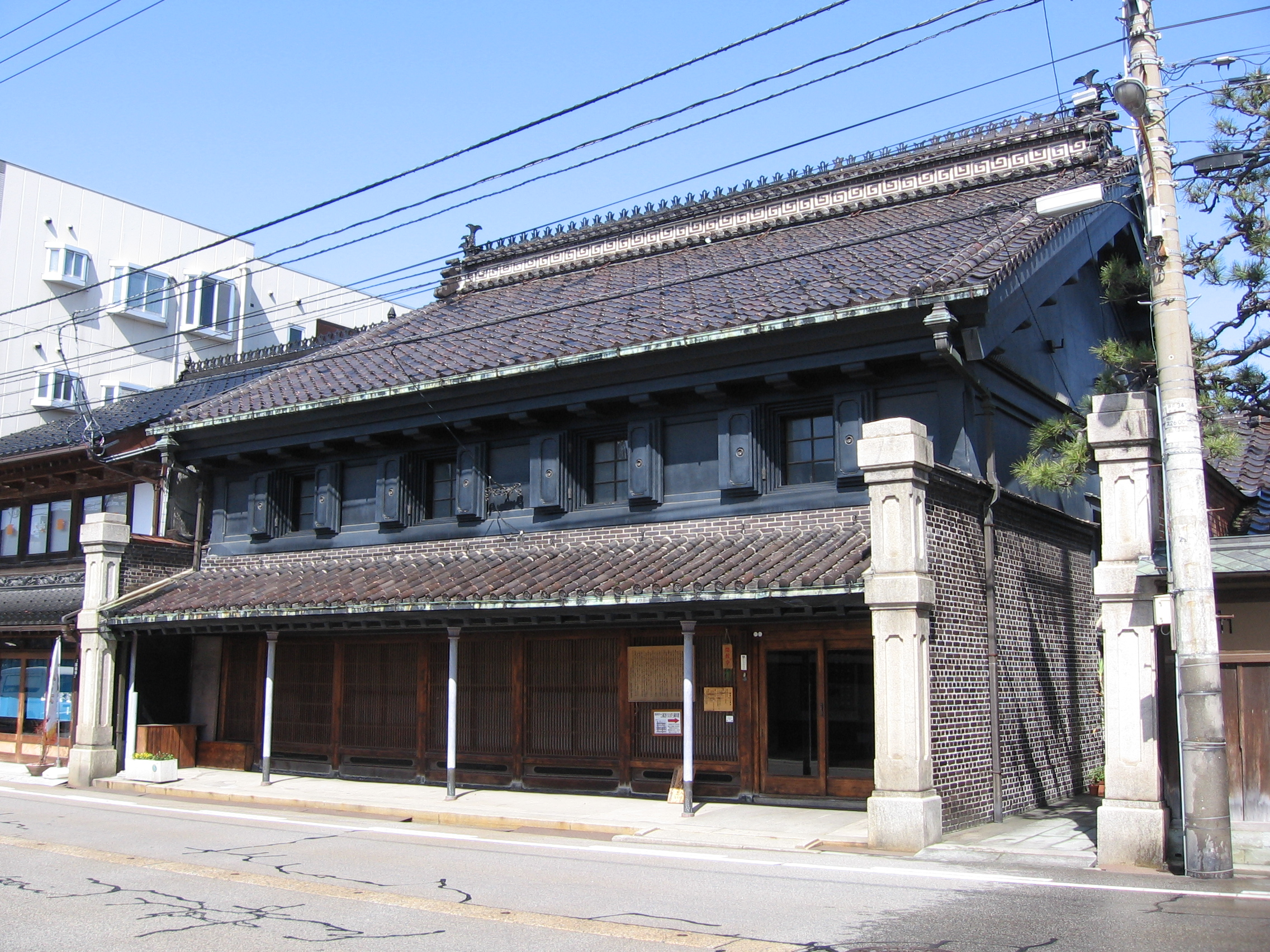
菅野家住宅

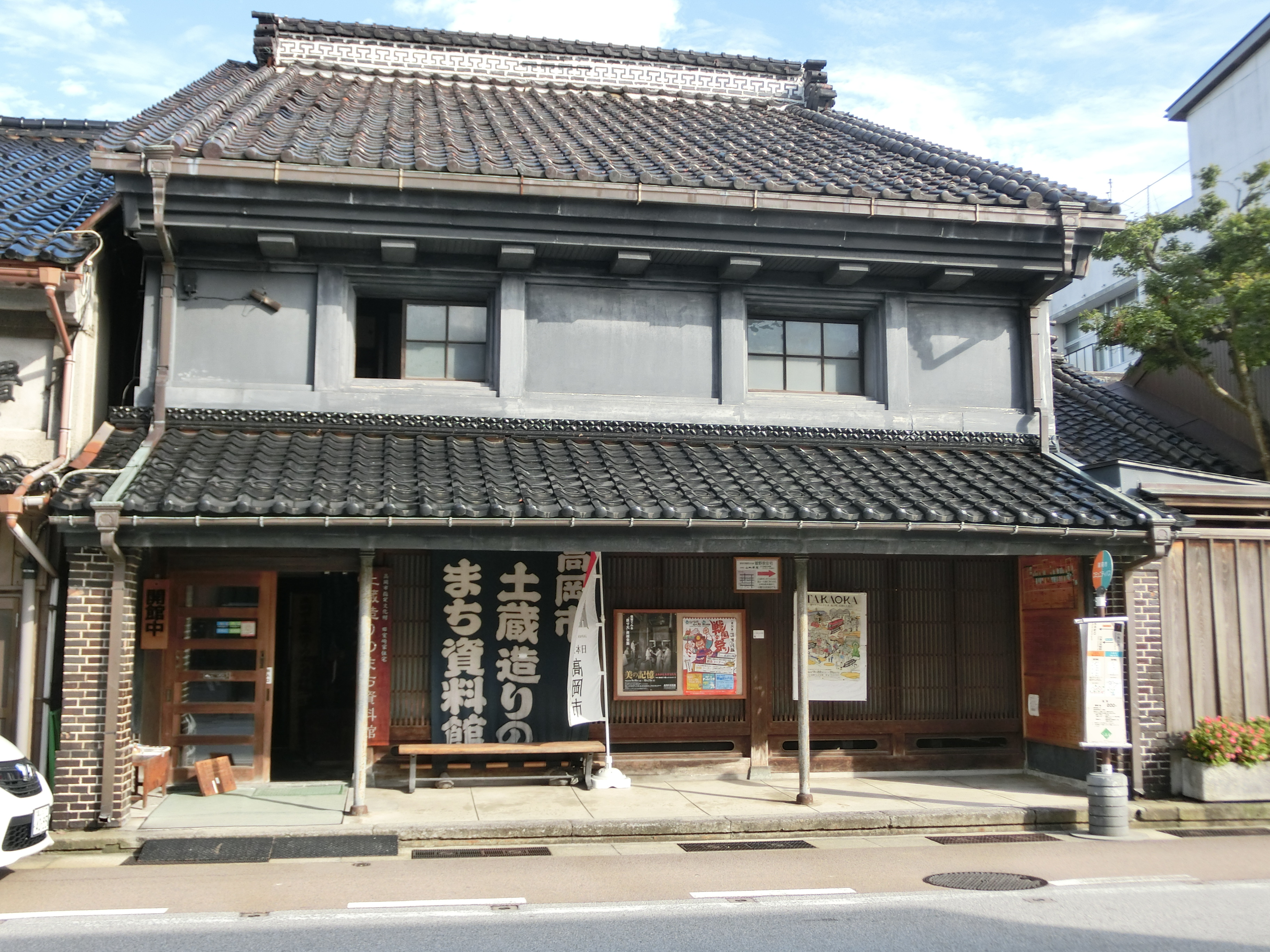
高岡市土蔵造りのまち資料館

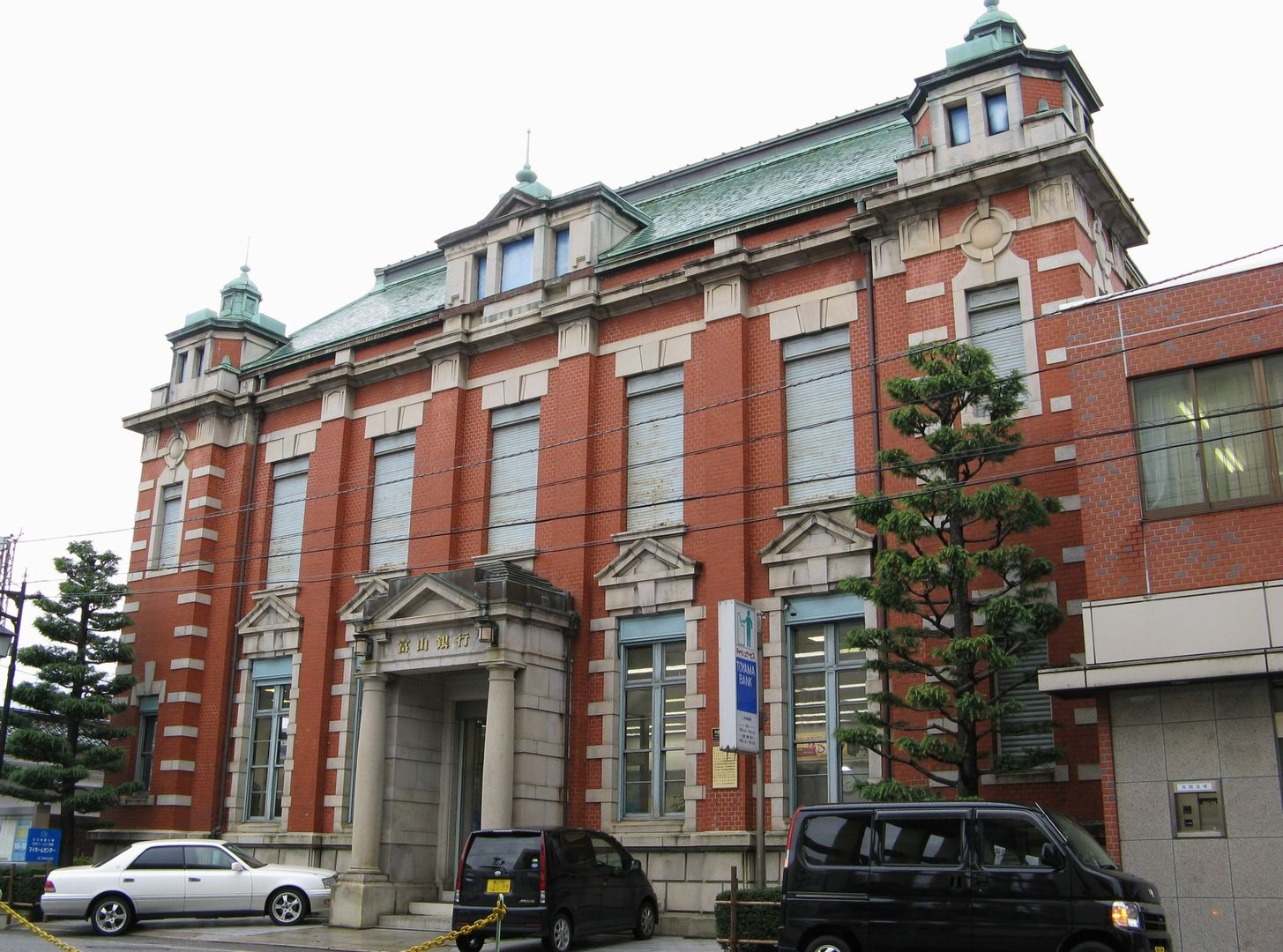
旧高岡共立銀行本店（旧富山銀行本店）

- 国の登録有形文化財 佐野家住宅 - 重要伝統的建造物群保存地区外であるが、隣接地に建つ
- 富山県指定有形文化財 筏井家住宅
- 高岡市指定文化財 高岡市土蔵造りのまち資料館〔旧 室崎家住宅〕（一般公開）- 室崎家は、綿糸・綿布の卸売を家業としていた[10]。
- 旧高岡共立銀行本店（旧富山銀行本店）〔赤レンガの銀行〕 - 東京駅を設計した辰野金吾が監修[11]
- 塩崎家住宅
- 室崎家（童謡「夕日」 作曲者 室崎琴月生誕の家）
- 大野家（大野屋）住宅、和菓子屋店舗・工場
- 高岡御車山会館
- 高峰公園（タカジアスターゼの発明者・アドレナリンの発見者 高峰譲吉生誕の地） - 顕彰碑と胸像が建つ
- たかしん高峰譲吉記念館 - 高峰公園に隣接する、高岡信用金庫本店別館内に設けられた高峰譲吉の功績を紹介するコーナー〔2017年（平成29年）12月1日開館〕
- 高岡郵便発祥の地の石碑

## 山町筋の行事・イベント
- 山町筋の天神様祭 （1月中旬）
- 山町筋のひなまつり （3月中旬）
- 高岡御車山祭 （5月1日） - 高岡御車山祭は、毎年5月1日に行われる高岡関野神社の春季例祭で、「御車山（みくるまやま）」と呼ばれる7基の曳山が囃子とともに山町筋を巡行する。4月30日には宵祭りが行われる。御車山は豊臣秀吉の御所車を前田利家に拝領、それを前田利長より山町に与えられ、各町が手を加え山車としたもので、7基が揃って巡行する姿は絢爛豪華であり、山町町衆のエネルギーを示すものといえる。「高岡御車山」7基は1960年（昭和35年）6月9日に重要有形民俗文化財、行事自体は「高岡御車山祭の御車山行事」として1979年（昭和54年）2月3日に重要無形民俗文化財に指定されている。同一の行事に関連して、国の重要有形民俗文化財および重要無形民俗文化財の両方に指定されているものは全国で5例のみで、高岡御車山祭はその内の1つである。また2016年（平成28年）12月1日にはユネスコの無形文化遺産に登録された。

- 山町筋の夏祭り〔小馬出町、木舟町、守山町、通町、一番町・三番町・源平町の各町内〕（8月中旬） - 2007年（平成19年）に、「とやまの文化財百選（とやまの年中行事百選部門）」に選定されている。
- 高岡山町筋 土蔵造りフェスタ （8月下旬）

## 交通

### 鉄道
- 万葉線 末広町停留場、片原町停留場（山町筋入口）

### 路線バス
- 加越能バス 木舟町バス停

### 道路・駐車場
- 富山県道64号高岡氷見線
- 坂下町通り
- 観光駐車場（木舟町）- 大型バス駐車可（高岡御車山祭りなどの行事によっては駐車不可の場合あり）